# Pierre Garnier (chanteur)
Pour les articles homonymes, voir Pierre Garnier et Garnier.
Pierre Garnier, né le 6 mars 2002 à Caen (Calvados), est un auteur-compositeur-interprète et musicien français.
Il est révélé par sa participation à l'émission télévisée Star Academy, dont il remporte la onzième saison, le 3 février 2024, avec 55 % des suffrages.
Le 7 février 2024, il sort son single Ceux qu'on était qui devient numéro 1 des ventes en moins de 24 h.
Le 27 février 2024, le titre Ceux qu'on était est certifié single d'or par le SNEP, seulement deux semaines après sa sortie officielle, puis certifié single de platine le 25 mars 2024 et enfin single de diamant le 13 mai 2024.

## Biographie

### Jeunesse et éducation
Pierre Garnier grandit à Villedieu-les-Poêles, dans la Manche. Ses parents, Émilie et Jean-Christophe Garnier, sont musiciens amateurs ; sa mère est commerçante.
Il étudie au lycée à Avranches, puis obtient un DUT techniques de commercialisation à l'IUT de Caen et commence une licence de langues étrangères appliquées.

### Débuts
Pierre Garnier est autodidacte, il joue de la guitare, du piano et de la batterie. Il a une signature vocale facilement reconnaissable avec sa voix cassée.
Il est inspiré par de nombreux styles différents de musique. Mais son style préféré est essentiellement la pop américaine et anglaise : Ed Sheeran, James Arthur, Sam Tompkins, Lewis Capaldi, Justin Bieber. Il écoute également du rap avec notamment Orelsan, il a grandi en écoutant du rock comme Led Zeppelin et Guns N' Roses. Il rêverait de collaborer avec Ed Sheeran et Angèle.

### Carrière
Pierre Garnier se fait connaître en participant à l’édition 2023 de l’émission Star Academy dont il sort vainqueur le 3 février 2024. À l'âge de 21 ans, il remporte 100 000 euros et un contrat pour produire un album avec la maison de disques Sony Music France.
En mars 2024, Michael Jones l'invite sur la scène du Dôme de Paris lors de la tournée Héritage Goldman.
Le 14 juillet 2024, il participe au relais de la flamme olympique, à Paris, entre le palais Garnier et l'Olympia.
Le 31 août 2024, il se produit sur la scène du « Rose Festival », à Toulouse, en tant qu'invité surprise de Bigflo et Oli devant plus de 30 000 personnes,,.
Il est nommé aux NRJ Music Awards 2024 dans les catégories Révélation francophone de l'année et chanson francophone de l'année, et remporte les deux prix.
Il est également récompensé aux MTV Europe Music Awards 2024 dans la catégorie Meilleur artiste français,.
Lors sa première année de carrière, il est également nommé dans deux catégories aux Victoires de la Musique 2025, la Révélation Masculine et la Chanson Originale pour sa chanson Ceux qu'on était. Le 14 février 2025, il remporte les deux prix pour lesquels il est nommé en étant également le seul artiste de cette édition à avoir remporté plus d'un trophée.
Le 21 juin 2025, il est l'invité surprise d'Ed Sheeran lors de son Mathematics Tour sur la scène du Stade Pierre-Mauroy à Lille, ils interprètent en duo le hit de Pierre « Ceux qu'on était » devant plus de 66 000 personnes.

#### Ceux qu'on étaitet premier album
Le single Ceux qu'on était a été écrit lors d’une soirée entre amis quelques semaines avant son entrée dans la compétition Star Academy, la chanson est écrite en lien avec les ruptures. Pierre Garnier l'interprète lors du dernier prime grâce à Dadju qui lui propose de chanter sa propre composition.
Le 7 février 2024, il sort son single, Ceux qu'on était, avec Sony Music France. Celui-ci bat des records de ventes en moins de 24 h avec 2 millions d’écoutes en streaming et devient ainsi numéro 1 du top single la semaine du 16. Il devient single d'or,. Le 25 mars 2024, Ceux qu’on était devient single de platine, puis le 13 mai single de diamant . Le 17 mai, sort son deuxième single Nous on sait extrait de son premier album Chaque Seconde.
Le 7 juin 2024, il sort son premier album Chaque seconde, chez Sony Music France, qui figure dans le top 10 des albums les plus écouté dans le monde le jour de leur sortie (du 7 au 10 juin 2024). 
L'album s'écoule à 19 594 exemplaires en trois jours et à 32 118 exemplaires en une semaine. Pierre Garnier réalise le meilleur démarrage pour un premier album de pop française depuis la création du Top fusionné (incluant le streaming) en 2016. Il est certifié disque d'or en deux semaines, disque de platine en 4 mois et double platine en 8 mois.
Dans cet album se trouve la chanson Pas une larme, écrite et composée par lui-même à l'âge de 14 ans et dont Sofiane Pamart s'est proposé de faire l'accompagnement et l'arrangement au piano.
La réédition de l'album comprenant quatre titres inédits sort le 22 novembre 2024.
Le premier album de Pierre Garnier, Chaque Seconde, est le cinquième album le plus vendu en France, en 2024, avec 172 700 exemplaires écoulés.

## Discographie

### Clips
Le 22 mars 2024 sort le clip de Ceux qu'on était, qui se classe le lendemain dans les deux premières places des clips de musique. Le clip est tourné pendant trois jours, durant la semaine du 12 février en Espagne.
Le 30 mai 2024, le clip de Nous on sait sort, il est tourné entre le concert du 18 mai au Zénith de Lille, le studio d'enregistrement de son album et les séances photos pour la pochette de son album.
Le 11 octobre 2024 sort le clip de Chaque Seconde en duo avec M. Pokora.
Le 24 janvier 2025, Pierre Garnier dévoile le clip d'Adieu, nous deux où il incarne un couple avec l'actrice Lou Noérie qui doit faire face à la pression des proches mais aussi des médias, des avis et éléments extérieurs à leur histoire qui finiront par briser leur relation amoureuse. Les objets de décor du clip sont ensuite vendus sur une célèbre plateforme et les fonds récoltés seront reversés à l'association « Imagine for Margo » venant en aide aux enfants atteints d'un cancer, association que Pierre soutenait déjà avant sa notoriété.

### Singles
| Titre                            | Année | Meilleures positions | Meilleures positions | Meilleures positions | Certifications                                               | Album                           |
| Titre                            | Année | FRA                  | BEL                  | SUI                  | Certifications                                               | Album                           |
| -------------------------------- | ----- | -------------------- | -------------------- | -------------------- | ------------------------------------------------------------ | ------------------------------- |
| Ceux qu'on était                 | 2024  | 1                    | 1                    | 5                    | - France (SNEP) : 2 × Diamant - Belgique (BEA) : 2 × Platine | Chaque seconde                  |
| Nous on sait                     | 2024  | 14                   | 11                   | —                    | - France (SNEP) : Diamant - Belgique (BEA) : Or              | Chaque seconde                  |
| Chaque seconde (feat. M. Pokora) | 2024  | 34                   | 9                    | —                    | - France (SNEP) : Platine                                    | Chaque seconde (édition deluxe) |
| Adieu, nous deux                 | 2024  | 49                   | 34                   | —                    | - France (SNEP) : Or                                         | Chaque seconde (édition deluxe) |
| Ce qui me va                     | 2025  | 195                  | —                    | —                    |                                                              | Chaque seconde                  |

### Albums
| Titre          | Détails                                            | Meilleures positions | Meilleures positions | Meilleures positions | Meilleures positions | Meilleures positions | Ventes    | Certification                                       |
| Titre          | Détails                                            | France               | Belgique Wallonie    | Belgique Flandre     | Suisse               | Suisse rom.          | Ventes    | Certification                                       |
| -------------- | -------------------------------------------------- | -------------------- | -------------------- | -------------------- | -------------------- | -------------------- | --------- | --------------------------------------------------- |
| Chaque seconde | - Sortie : 7 juin 2024 - Label : Sony Music France | 1                    | 1                    | 86                   | 4                    | 1                    | - 230 000 | - France (SNEP) : 2 × Platine - Belgique (BEA) : Or |

### Autres chansons classées
| Titre                               | Année | Meilleur classement | Certification | Album          |
| Titre                               | Année | FRA                 | Certification | Album          |
| ----------------------------------- | ----- | ------------------- | ------------- | -------------- |
| Comment faire                       | 2024  | 124                 |               | Chaque seconde |
| Les mots                            | 2024  | 144                 |               | Chaque seconde |
| L'horizon                           | 2024  | 136                 |               | Chaque seconde |
| Pas une larme (avec Sofiane Pamart) | 2024  | 102                 |               | Chaque seconde |
| Sur pause                           | 2024  | 193                 |               | Chaque seconde |
| À mes côtés                         | 2024  | 190                 |               | Chaque seconde |
| Comme toi                           | 2024  | 191                 |               | Chaque seconde |
| Tout en mieux                       | 2024  | 155                 |               | Chaque seconde |

## Récompenses et nominations
| Année | Cérémonie               | Travail nommé    | Catégorie                         | Résultat   | Réf.   |
| ----- | ----------------------- | ---------------- | --------------------------------- | ---------- | ------ |
| 2024  | NRJ Music Awards        | Pierre Garnier   | Révélation francophone de l'année | Lauréat    | [ 14 ] |
| 2024  | NRJ Music Awards        | Ceux qu'on était | Chanson francophone de l'année    | Lauréat    | [ 47 ] |
| 2024  | MTV Europe Music Awards | Pierre Garnier   | Meilleur artiste français         | Lauréat    | [ 48 ] |
| 2024  | Purecharts Awards       | Pierre Garnier   | Révélation de l'année             | Nomination | [ 49 ] |
| 2024  | Purecharts Awards       | Ceux qu'on était | Chanson francophone de l'année    | Nomination | [ 49 ] |
| 2024  | Purecharts Awards       | Chaque seconde   | Album francophone de l'année      | Nomination | [ 49 ] |
| 2024  | Purecharts Awards       | Star Academy     | Concert de l'année                | Nomination | [ 49 ] |
| 2024  | W9 d'Or                 | Pierre Garnier   | Révélation de l'année             | Lauréat    | [ 50 ] |
| 2024  | RTL                     | Chaque seconde   | Album RTL de l'année              | Nomination | [ 51 ] |
| 2025  | Les Bravos d'Or         | Pierre Garnier   | Personnalité de l'année           | Lauréat    | ,      |
| 2025  | Ouest-France            | Pierre Garnier   | Manchois de l’année               | Lauréat    | [ 54 ] |
| 2025  | La presse de la Manche  | Pierre Garnier   | Personnalité de l'année           | Lauréat    | [ 55 ] |
| 2025  | Victoires de la musique | Pierre Garnier   | Révélation masculine              | Lauréat    | ,      |
| 2025  | Victoires de la musique | Ceux qu'on était | Chanson originale                 | Lauréat    | ,      |

## Tournée
Le « Chaque Seconde Tour » débute le 10 janvier 2025 et s'achèvera en juin suivant, avant de reprendre en novembre et passera dans toute la France ainsi qu'en Belgique, en Suisse et au Luxembourg.
Toutes les places du préambule de sa tournée (douze dates) sont vendues en deux heures et celles de l'Olympia en deux minutes. À la suite de cet engouement, Pierre annonce sa tournée des Zéniths où une cinquantaine de dates sont rajoutées dont celle du 9 décembre à l'Accor Arena.
Le « Chaque Seconde Tour » sera également présent en festivals durant les mois de juin, juillet, août et septembre lors d'une trentaine de dates à travers la France, la Belgique et la Suisse. Le 2 août il annonce via une story Instagram qu'une série de vlogs sera diffusée sur sa chaîne YouTube retraçant sa tournée des festivals.

## Évènements caritatifs
Le 12 mars 2024, Pierre Garnier participe à l'émission « Ce soir on chante pour les 100 ans des droits de l'enfant » au profit de l'UNICEF,.
Le 20 avril 2024, il met aux enchères son disque d'or du single Ceux qu'on était dans l'émission caritative belge « Les disques d'or du Télévie » celui-ci se vend à 37 000 euros, ces fonds récoltés serviront à la recherche pour la lutte contre le cancer,.
Le 24 juin 2024, à Carcassonne, il participe à l'émission « Ce soir on chante pour les pompiers » au profit de l'association « L'œuvre des pupilles » venant en aide aux orphelins des Sapeurs-Pompiers.
Le 11 novembre 2024, à la LDLC Arena de Lyon, il répond présent au foot concert au profit du « Réseau A.Ma.N.D. / Huntington Avenir » venant en aide aux personnes touchées par les maladies neurodégénératives.
Le 11 décembre 2024, il est présent à l'Adidas Arena pour le concert caritatif « Nos voix pour toutes » où il partage un duo avec Emma Peters au profit de la Fondation des femmes, les fonds récoltés durant le concert sont reversés aux associations luttant contre les violences faites aux femmes.
En 2025, il intègre la troupe des Enfoirés au profit des Restos du Cœurs,.
Le 10 mai 2025, le disque d'or de son album Chaque Seconde se vend à 43 500 euros lors des enchères des « disques d'or du Télévie ».

## Filmographie
- 2024 : Pierre Garnier, Phénoménal consacré au chanteur et à son parcours[73] (documentaire sur CStar)